# Dschek Altausen

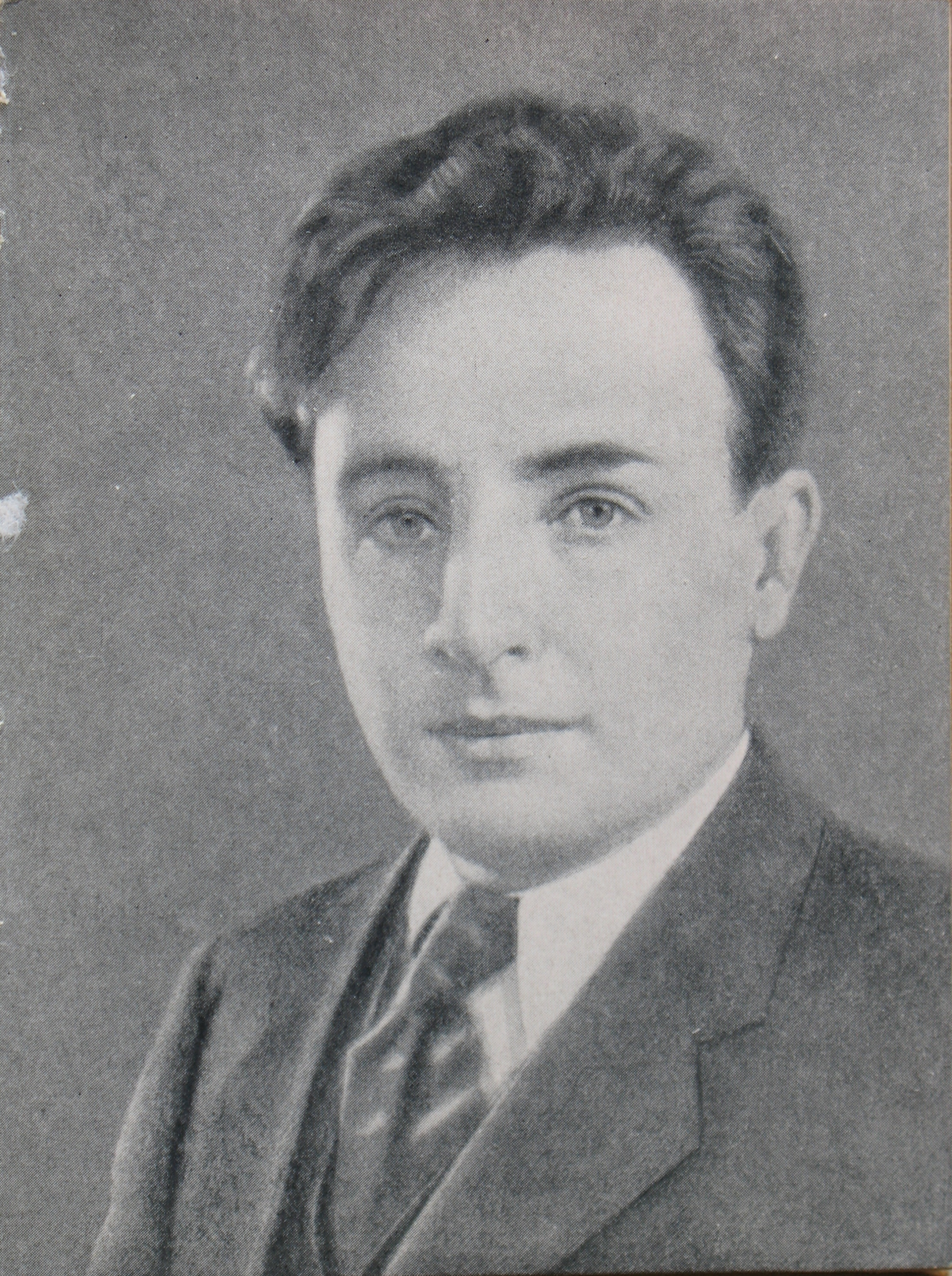
Dschek Altausen, nach 1936

Dschek Altausen (russisch Джек Алтаузен, geboren als Яков Моисеевич Алтаузен/Jakow Moissejewitsch Altausen; * 14. Dezember 1907 in Fedosjewski Priisk, Gouvernement Irkutsk, Russisches Kaiserreich; † 27. Mai 1942 bei Charkow, Sowjetunion) war ein sowjetischer Schriftsteller, Dichter und Journalist.
Altausen arbeitete in den späten 1920er Jahren für die Komsomolskaja Prawda. 1934 wurde er Mitglied im Schriftstellerverband. Während des Zweiten Weltkriegs war er Kriegsberichterstatter. Am 27. Mai 1942 kam er in der Schlacht bei Charkow ums Leben.